# Бад-Кройцнах
Бад-Кройцнах (нем. Bad Kreuznach), до 1924 года просто Кройцнах / Крейцнах — город в Германии, районный центр, курорт. Расположен в земле Рейнланд-Пфальц. Известен живописным средневековым мостом, на котором в 1612 году были построены сохранившиеся до наших дней здания.
Входит в состав района Бад-Кройцнах. Население составляет 43 703 человека (на 31 декабря 2010 года). Занимает площадь 46,10 км². Официальный код — 07 1 33 006.

## Экономика
- Кройцнах — центр винодельческого региона Долина Наэ.
- Компания Optische Anstalt Jos. Schneider & Co (Schneider Kreuznach), созданная в городе в 1913 году, — крупный производитель оптического оборудования.

## Города-побратимы
- Россия: Старая Русса